# Villa Tejupam de la Unión
Villa Tejupam de la Unión là một đô thị thuộc bang Oaxaca, México. Năm 2005, dân số của đô thị này là 2177 người.